# Rio Nalón
O rio Nalón é o rio mais longo do Principado das Astúrias, em Espanha. Um dos seus principais afluentes é o rio Nora.